# Радиоелектронно разузнаване
Радиоелектронното разузнаване (или разузнаване на комуникационните сигнали като се има предвид новите форми на комуникация като интернет, напр. на английски: signals intelligence, communications intelligence) е форма на разузнаване, включваща прихващането (на английски: interception of signals), събирането и анализа на радиосигнали , и разпределянето им на база на наличните данни и анализ в групи, или това е другата нова дисциплина в областта, Intelligence collection management, или мениджмънт на събраната разузнавателна информация, която при съвременното количество на комуникации е доста.
То използва както прихванати сигнали от канали за далекосъобщения, така и излъчвания на други устройства, като радиолокатори или средства за радиоелектронна борба. Радиоелектронното разузнаване е тясно свързано с криптоанализа, тъй като предаването на чувствителна информация чрез радиосигнали обикновено е шифровано. Този клон на разузнаването изисква използването на сложно оборудване и най-често се извършва от специализирани подразделения на разузнавателните служби.

## Мениджмънт на събраната разузнавателна информация
Управлението на събираната разузнавателна информация е процесът на управление и организиране след събирането на информация от различни източници. Основно място при събирането на информация е в допълнение на анализът и валидирането на верността на този анализ, на неговата актуалност и т.н. 
Насоки на CIA: Изискванията (Requirements) могат да бъдат поставени по отношение на техниката на анализ, метода на събиране, темата, вида на източника или приоритета. Хефтер казва: „най-доброто мислене на общността е влязло в тези централни проблеми - в с една дума, разработването на адекватна теория на изискванията.“ Основното тук е необходимостта от acceptance, приемливост, на анализът от събирана информация, не може всеки вид анализ от всякаква информация да бъде от значение (само защото в този анализ са налице „ключови думи“. 

## Откриване на сигнал
Откриване на сигнал (Signal detection):
Дори ако сигналът е човешка комуникация (например радио), специалистите по събиране на информация знаят, че той съществува. Ако  функцията за насочване при таргетиране или интерсепция (прекъсване и свързване) при наличие на от дадена страна радар, който освен това работи в определен честотен диапазон, първата стъпка е да се използва чувствителен приемник, с една или повече антени, които слушат във всяка или необходимата посока, за да се намери зоната, където такъв радар да работи.
Ако операторите знаят вероятните честоти на сигналите, предавания или друг вид комуникация от интерес, те могат да използват набор от приемници, тяхното настройване, предварително зададени за желаните или интересуващите честоти. Това са честотата спрямо мощността, генерирана от предавателя, преди всяко филтриране на сигнали, които не добавят към предаваната информация на хоризонтално-вертикалната ос. Получената енергия на определена честота може да стартира устройство и да предупреди да бъдат слушани сигналите. Ако честотата не е известна, операторите могат да търсят мощност на първични или допълнителни честоти, използвайки спектроанализатор. Информацията от анализатора на спектъра след това се използва за автоматична настройка на приемниците към сигнали от интерес. Например в този опростен спектър действителната информация е на 600 kHz и 1.2 MHz.
Макар излъчвателите, приемниците и други устройства обикновено да са насочени или настроени, все пак те имат такива анализатори.